# 12e division d'infanterie (Pologne)
Pour les articles homonymes, voir 12e division.
 (octobre 2023).
Le contenu est difficilement compréhensible vu les erreurs de traduction, qui sont peut-être dues à l'utilisation d'un logiciel de traduction automatique.

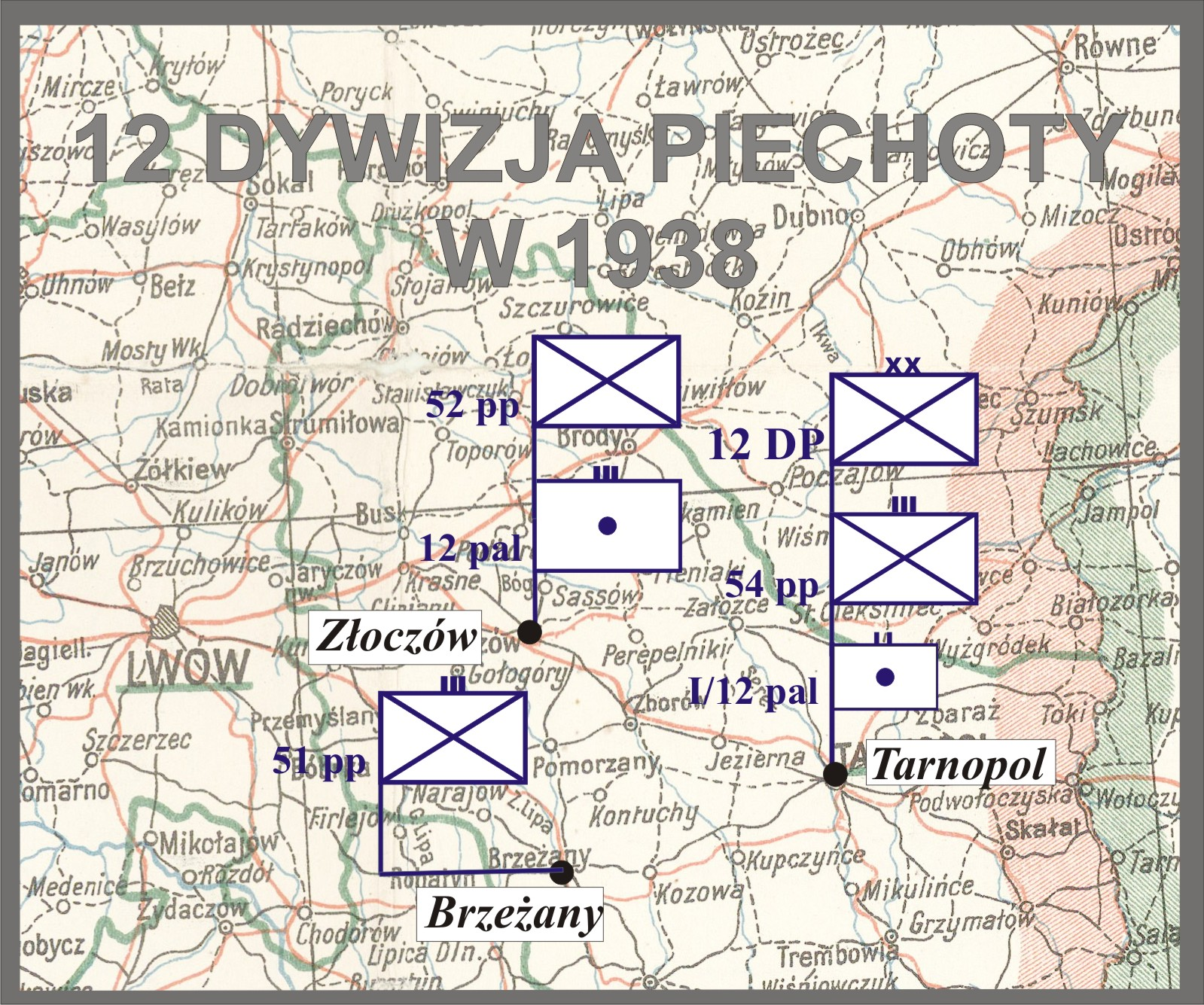
12 DP w 1938

La 12e division d'infanterie est une des divisions d'infanterie de l'armée polonaise durant la Guerre soviéto-polonaise et seconde Guerre mondiale.

## Organisation

### Commandants successifs
| Date                             | Grade              | Commandant                             |
| -------------------------------- | ------------------ | -------------------------------------- |
| septembre 1919                   | Général de Brigade | Denis Anne Marie de Champeaux de Saucy |
| décembre 1919 - 12 mars 1920     | Général            | Robert Lamezan-Salins                  |
| 1919 - 28 août 1924              | Général de Brigade | Marian Januszajtis-Żegota              |
| 1er octobre 1924 - 1er mars 1927 | Général de Brigade | Walery Maryański                       |
| 7 mars 1927 - février 1936       | Général de Brigade | Stanisław Sołłohub-Dowoyno             |
| 1936 - septembre 1939            | Général de Brigade | Gustaw Paszkiewicz                     |

## Composition

### Composition 1920
- Commandant
- Compagnie d'état-major
- XXIIIe Brigade d'Infanterie
- XXIVe Brigade d'Infanterie
- XIIe Brigade d'Artillerie
- 2e escadron du 3e régiment de hussards
- 12e bataillon du génie
- Hôpital no 607
- 12e dépôt de munitions
- 12e service économique
- 12e hôpital vétérinaire

### Composition 1939
- le commandement de la 12e division d'infanterie
- 52e Régiment d'Infanterie des Fusiliers de Kresy
- 54e Régiment d'Infanterie des Fusiliers de Kresy
- 22e Régiment d'Artillerie Légère
- 12e Batalion Saperów
- Batterie d'Artillerie Antiaérienne Motorisée de Type A no 12
- Compagnie Autonome de Mitrailleuses et d'Armes Auxiliaires no 63
- Compagnie de Cyclistes no 63
- Compagnie Antichar no 63
- Compagnie Téléphonique du 12e DP
- Peloton de Liaison du Quartier Général du 12e DP
- Peloton Radio du 12e DP
- Équipe du Parc de Liaison du 12e DP
- Escadron de Cavalerie Divisionnaire - Escadron KOP "Hnilice Wielkie"
- Services

## Théâtres d'opérations
- septembre 1919 - mars 1921: Guerre soviéto-polonaise
- 1er septembre au 6 octobre 1939 : Campagne de Pologne